# Ontario-Ouest
Pour les articles homonymes, voir Ontario (homonymie).
Ontario-Ouest fut une circonscription électorale fédérale de l'Ontario, représentée de 1882 à 1904.
La circonscription d'Ontario-Ouest a été créée en 1882 avec des parties d'Ontario-Nord, Ontario-Sud et de York-Nord. Abolie en 1903, elle fut redistribuée parmi les trois circonscriptions précédentes.

## Géographie
En 1882, la circonscription d'Ontario-Nord comprenait:
- Les cantons de Whitchurch, Ukbridge et Pickering
- La ville de Newmarket
- Les villages d'Uxbridge et de Stouffville

## Députés
1. 1882-1884 — George Wheler, PLC
2. 1884-1900 — James David Edgar, PLC
3. 1900-1904 — Isaac James Gould, PLC

- PLC = Parti libéral du Canada